# Рігжунг (футбольний клуб)
Рігжунг (англ. Rigzhung Football Club) — бутанський футбольний клуб з міста Тхімпху, домашні матчі проводить на стадіоні «Чанглімітанг». У 2002 році виграв Б-Дивізіон, провів декілька сезонів у складі А-Дивізіону і регулярно фінішували на останньому або передостанньму місці в турнірній таблиці, але уникав вильоту до нижчого дивізіону завдяки перемозі в плей-оф на вибування, або ж завдяки тому, що у тому сезоні жодна з команд не понижалася в класі. Однак через декілька сезонів «Рігжунг» все ж вилетів до Б-Дивізіону, в якому востаннє виступав 2013 року.

## Історія
За підсумками сезону 2002 року «Рігжунг» виграв Б-Дивізіон, не зазнавши при цьому жодної поразки в чемпіонаті. Потрапивши в групу 1 на груповому етапі, вони виграли чотири матчі та одного разу зіграли внічию 1-коловому раунді, випередивши «Їдзін» на одне очко. Їхній різниці забитих та пропущених м’ячів +22 сприяла перемога з рахунком 6:0 над «РК Кейблес» та 11-ій перемозі над «Ветеранс». Вони перемогли «Шаркс» з рахунком 6:2 у півфіналі плей-офф, а потім у серії післяматчевих пенальті перемогли «Їдзін» з рахунком 5:3 (після нічиї 1:1 за підсумками додаткового часу) та були переведені в Дивізіон А на наступний сезон.
У своєму дебютному сезоні в А-Дивізіоні команда фінішувала передостанньою, випередивши лише «Друк Юнайтед». Подробиць про цей сезон небагато, але відомо, що окрім двох ігор зіграних внічию, їх єдина перемога в сезоні була над «Друк Юнайтед» з рахунком 7:3.
Немає жодних деталей, які б вказували, як «Рігжунг» виступав у сезоні 2004 року, але наступного сезону, за який доступні повні записи, вони знову фінішували на передостанньому місці в зоні вильоту. Вони взяли участь в плей-оф на виліт із «Дзонгрі» з Дивізіону А та «Чоденом» та іншою невідомою командою з Дивізіону В. Інформації про ці матчі мало, але «Рігжунг», вочевидь, був успішним, оскільки наступного сезону вони знову змагалися в Дивізіоні А, хоча єдиним відомим результатом була поразка від «Транспорт Юнайтед» з рахунком 0:9.
У сезоні 2007 року «Рігжунг» фінішував на нижньому місці в А-Дивізіоні, вигравши лише одну гру зі своїх чотирнадцяти матчів і програвши всі інші. Вони знову вийшли в плей-оф на виліт, цього разу з RIHS проти двох найкращих команд з Б-Дивізіону: «Ветеранс» та «Вольфленд». Вони виграли 2 і програли одну зі своїх матчів («Ветеранс»), зробивши достатньо, щоб забезпечити ще один сезон у Дивізіоні А.
Наступного сезону вони опинилися в нижній частині ліги, не набравши жодного очка після половини змагань, програвши на цьому етапі всі сім своїх матчів, хоча жоден з їх результатів не відомий. Їх поєдинку в другій половині турніру була досить спірною, оскільки жодна команда не вилетіла або не виходила в Дивізіон А наприкінці сезону.
У 2009 році вони були врятовані з останнього місця, оскільки «Роял Бутан Армі» знявся по ходу сезону (на тому етапі вже набравши більш ніж втричі більше очок, ніж «Рігжунг» за весь сезон), хоча цього разу вони вилетіли, не вийшовши до жодного плей-оф. «Рігжунг» зазнав декількох важких поразок у тому сезоні, програвши 0:13 та 0:11 майбутнім чемпіонам «Друк Старз» та 2:10 та 2:9 «Їдзіну». У 2012 та 2013 році «Рігжунг» виступав у Б-Дивізіоні.

## Досягення
- Б-Дивізіон Бутану
  -  Чемпіон (1): 2002